# Giovanni Casiraghi
Giovanni Casiraghi (Genova, 1901 – 25 dicembre 1984) è stato un ingegnere aeronautico italiano, autore di alcune delle più interessanti realizzazioni aeronautiche italiane, tra le quali l'unico bombardiere quadrimotore operativo nella Regia Aeronautica, il Piaggio P.108.

## Biografia
Sposa in America Mary Charlotte Von Braidenbach, dalla quale avrà una figlia, Rosalia, nata negli Stati Uniti.
Rientrato in Italia, vive a Finale Ligure, dove lavora per la Piaggio.

### Carriera
L'ingegner Casiraghi si trasferisce negli Stati Uniti d'America acquisendo esperienza in campo aeronautico lavorando presso la Waco Aircraft Company (WACO).
Nel 1936 Rinaldo Piaggio lo chiamò a sostituire l'ingegner Giovanni Pegna nel ruolo di Capo Progettista dell'omonima azienda di Pontedera periodo in cui realizzò una serie di progetti innovativi, il più celebre dei quali fu il Piaggio P.108, l'unico quadrimotore da bombardamento operativo nella Regia Aeronautica, il cui primo volo avvenne il 24 novembre 1939.
Il suo impiego operativo sporadico fu funestato da una serie  di incidenti riconducibili non a carenze progettuali, bensì al fatto che l'aereo era stato messo in servizio senza un adeguato periodo di messa a punto, in uno di questi incidenti perse la vita Bruno Mussolini uno dei figli del Duce. Prima del P.108 aveva provato le sue capacità sul Piaggio P.50 (prima variante) sempre quadrimotore ma con 2 motori montati in ognuna delle due gondole motrici secondo l'idea sviluppata nei grandi idrovolanti degli anni venti e il cui primo embrione di progetto era stato gettato su carta dal Pegna. Elaborò il progetto nella seconda variante che prevedeva una più convenzionale formula a 4 gondole motrici. Sempre nel campo dei velivoli quadrimotori da bombardamento pesante elaborò il Piaggio P.133 un moderno bombardiere pressurizzato il cui primo prototipo era completo all'85% alla data dell'armistizio. Progettò anche il Piaggio P.111 il primo aereo completamente pressurizzato. Come anche l'interessantissimo caccia a motore centrale Piaggio P.119. Nel dopoguerra progettò una serie di riusciti velivoli tra cui figurano il Piaggio P148 e il Piaggio P.166.